# همفري كينت
همفري كينت (2 نوفمبر 1893 - 19 أبريل 1972) (بالإنجليزية: Humphrey Kent)‏ هو لاعب كريكت بريطاني (وحمل سابقاً جنسية المملكة المتحدة لبريطانيا العظمى وأيرلندا).